# 布魯斯金斯凱
布魯斯金斯凯（烏克蘭語：Брускинське），是烏克蘭南部赫爾松州貝里斯拉夫區大亚历山德里夫卡市镇内的村落。始建於1906年，面積1.89平方公里，海拔高度68米，2001年人口436，人口密度每平方公里230.7人。